# Sofus Larsen
Sofus (oprindelig Sophus) Kristian Larsen (født 10. september 1855 i København, død 29. november 1938 sammesteds) var en dansk biblioteksmand og filolog.
Sofus Larsen blev født i København, og blev student i 1872, cand. philol. fra Københavns Universitet i 1880 og dr. phil. i 1889 med disputatsen Studia critica in Plutarchi scripta moralia. I 1883 ansattes han som assistent ved Universitetsbiblioteket, hvis chef han blev 1909.
Som sådan vil hans navn særlig være knyttet til den hårdt tiltrængte, men længe forsømte planmæssige konservering af bibliotekets værdifulde håndskriftsamlinger, et arbejde, der desuden har fremkaldt interessante boghistoriske undersøgelser fra hans hånd, som redegørelsen for renæssancetidens posebind (1920).
Med den om stor lærdom og skarpsindighed vidnende afhandling Endnu en Gang liden Kirstin og Prins Buris, der 1898 fremkom i Aarbøger for nordisk Oldkyndighed, indledede han en årelang beskæftigelse med den danske middelalders folkevisedigtning. I afhandlingen Kritiske Studier over vore Folkeviser, der 1902 offentliggjordes i tidsskriftet Dania, gjorde han udførligt rede for den metode, der efter hans mening bør anvendes ved visernes restitution, og i det store værk Niels Ebbesen’s Vise med kritisk Kommentar (1908) bragtes den i praktisk anvendelse over for en enkelt vise.
I sammenhæng med folkevisestudierne står behandlingen af andre sider af middelalderligt kulturliv (Kvindeligt Haandarbejde i Middelalderen (1915) og Antik og nordisk Drømmetro (1917), begge i Aarbøger for nordisk Oldkyndighed).
Efter en udflugt til kartografiens og opdagelsesrejsernes historie med afhandlingen Danmark og Portugal i 15. Aarh. og De store Opdagelser og den danske Søfart (begge 1919) vendte han i bogen Fire danske Viser fra Middelalderen (1923) vendt tilbage til sit hovedemne: folkeviseteksternes restitution; et større arbejde om Ebbe Skammelsøns vise udkom i samme år, og i 1937 udkom værket om Visen om Marsk Stig og hans hustru. Han vedblev at forske og udgive i mange andre emner, hvilket bl.a. resulterede i bøgerne Saxo Grammaticus. Hans Værk og Person (1926) og Jomsborg. Dens Beliggenhed og Historie (1932).
Hans metodik mødte ofte kritik fra samtidige folkeviseforskere, men hans arbejder hvilede på en grundig forhåndsforskning og en mangesidig viden.